# Dżdżownica australijska
Dżdżownica australijska (Megascolides australis) – gatunek skąposzczeta z rodziny Megascolecidae, jedna z największych pierścienic świata, żyjąca w australijskim stanie Wiktoria na terenie Gippsland.
Przeciętnie osiąga 75 cm długości i 2 cm średnicy. Długość największych osobników dochodzi do 3 m. Część głowowa jest ciemnopurpurowa a reszta ciała szaroróżowa.
Zasiedla gliniaste gleby wzdłuż brzegów strumieni.
Dżdżownice tego gatunku przebywają w głębokich systemach wilgotnych jam, które rzadko opuszczają, gdyż wymagają wilgoci do oddychania. Jak na bezkręgowce, dojrzałość osiągają stosunkowo późno (w wieku około 5 lat). Rozmnażają się w cieplejszej porze roku i produkują wielkie kokony wypełnione jajami, które układają w jamach. Kiedy młode dżdżownice się wylęgają, mierzą około 20 cm długości.
Gatunek jest uważany za zagrożony wyginięciem.